# Renault 16
Pour les articles homonymes, voir R16.
La Renault 16 est une automobile conçue par le constructeur automobile français Renault, produite de septembre 1965 à 1980. Vendue à plus de 1,8 million d'unités, elle est assemblée essentiellement dans les usines de Sandouville (construite pour l'occasion et ouverte en 1965) et Flins (jusqu'en 1973). Elle a également été assemblée au Maroc, au Canada (Usine SOMA - Société de Montage Automobile - de Saint-Bruno de Montarville au Québec) et en Australie.
La R16 a été présentée au public pour la première fois au Salon de Genève en mars 1965.
Dessinée par Gaston Juchet et Philippe Charbonneaux, elle possède des gouttières de toit intégrées. C'est aussi la première voiture française de sa catégorie à carrosserie berline-break à hayon,, comparable à celui qui équipait déjà la Renault 4. Une version à malle classique et un coupé à ligne tricorps ont bien été réalisés, mais ne seront jamais commercialisés.
La Renault 16 a remporté le trophée européen de la voiture de l'année en 1966.
La suspension à quatre roues indépendantes de la R16 est équipée de barres de torsion longitudinales à l'avant et transversales à l'arrière. Comme sur la Renault 4 de 1961 elles sont placées à l'arrière l'une devant l'autre et l'empattement est plus important à gauche qu'à droite tandis que sur  les Simca 1100 de 1967 elles sont croisées pour un empattement identique. Malgré l'empattement asymétrique et un freinage perfectible, la voiture est confortable et dotée d'une tenue de route acceptable, quoique se couchant beaucoup dans les virages. Son moteur Cléon-Alu, monté longitudinalement en arrière du train avant comme les Citroën Traction 1934 et DS-ID 1955 puis la Renault 4 sortie en 1961, avec la boîte de vitesses en porte-à-faux avant, bénéficie d'un circuit de refroidissement scellé et d'un ventilateur électrique à déclenchement automatique.
Le levier de vitesse est au volant. La planche de bord à compteur de vitesse horizontal changera à trois reprises.

## Historique

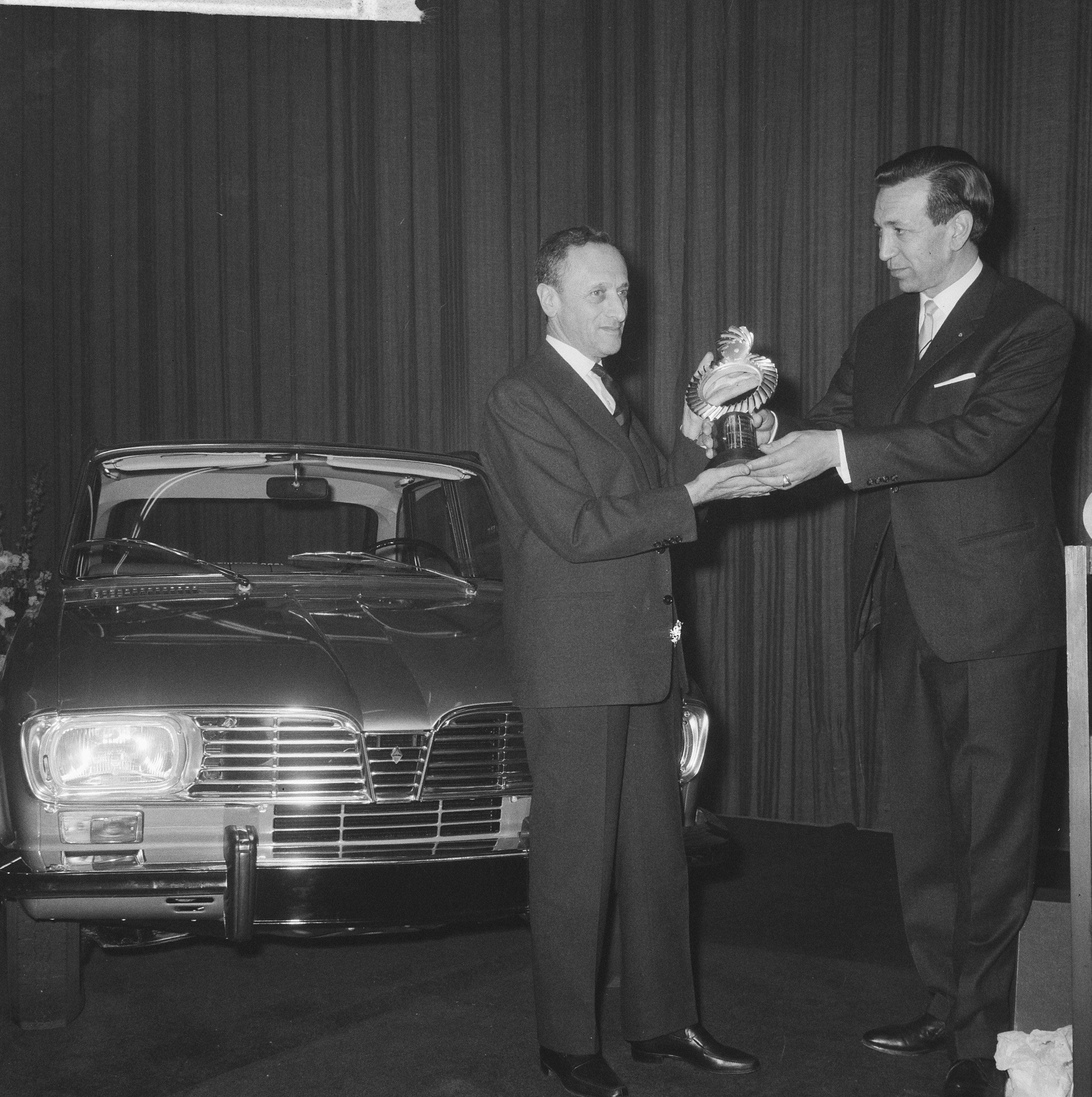
Le 3 février 1966, remise à Pierre Dreyfus (à gauche), PDG de Renault, du Trophée européen de la voiture de l'année, récompensant la Renault 16.

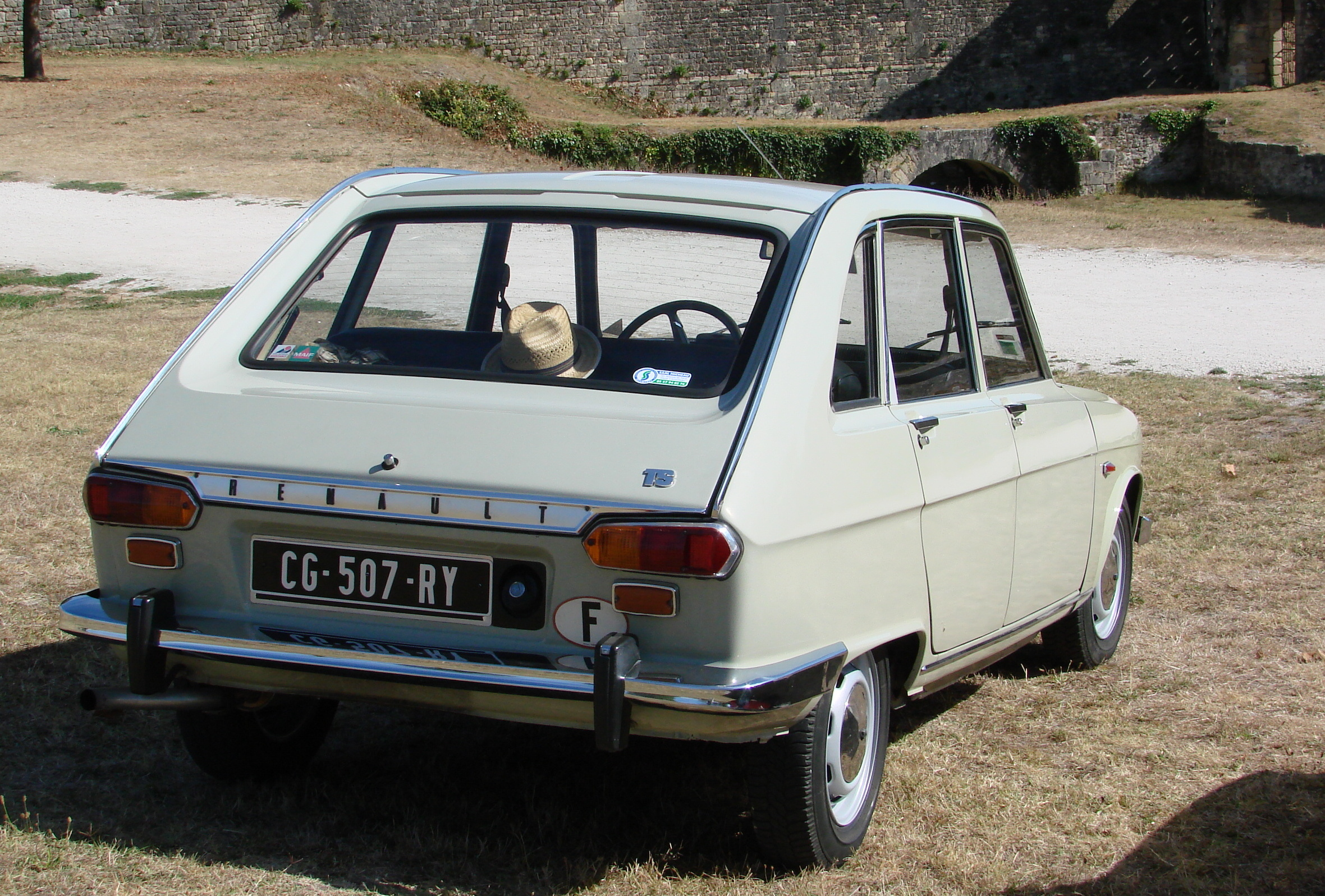
Renault 16 TS avant 1970.

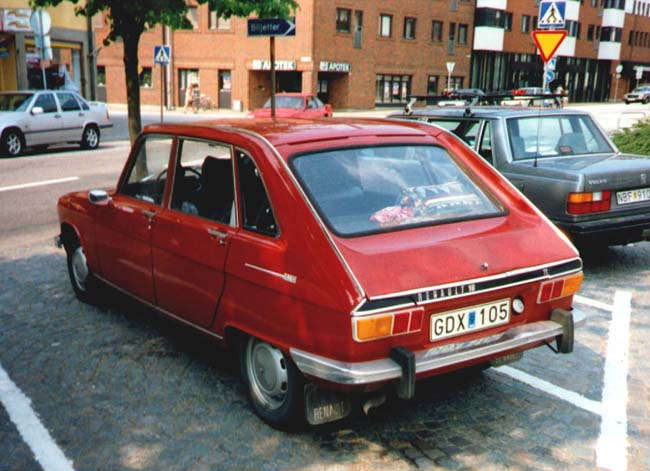
La Renault 16 après 1970.

Les premières années de commercialisation sont marquées par quelques modifications de la carrosserie : ajout du losange sur la calandre, trappe d'auvent sous le pare-brise, hauteur des butoirs de pare-chocs augmentée et nouveaux enjoliveurs de roue.
En mars 1968, la 16 TS est animée par un moteur de 1 565 cm3 (type Cléon-Alu) 83 ch avec culasse hémisphérique et un carburateur à double-corps. Elle se distingue par les deux projecteurs longue portée à iode supplémentaires, les nouvelles jantes (pour pouvoir accueillir des étriers de frein plus gros et des disques de plus grand diamètre, le tout assisté par un servo-frein à dépression) et les feux de recul (en option pour les modèles 1968 et de série pour 1969). Le tableau de bord à cadrans ronds comprend un compte-tours et pour 1970, une montre. Les essuie-glaces à deux vitesses et la lunette arrière dégivrante sont de série. Les lève-vitres avant électriques optionnels apparaissent pour la première fois sur une voiture française de grande série.
La Renault 16 est la première automobile au monde à être équipée de boutons de tableau de bord rétroéclairés. Cette innovation importante pour la sécurité des conducteurs la nuit fut générée par l'une des filles de Christian Beullac, à l'époque Directeur Général de la Régie Nationale des Usines Renault, qui conduisait de nuit par temps très pluvieux la Renault 16 de son père, lors du retour d'un week-end passé dans la propriété de campagne de ses parents. Dès le lendemain, Christian Beullac demanda au bureau d'études de Renault la faisabilité de cette innovation. La Renault fut la première voiture à en être équipée.[réf. nécessaire]
En mars 1969, la première boîte automatique à pilotage électronique par transistors est proposée sur la R16 TA. Celle-ci dispose du moteur de la TS, mais avec la culasse ordinaire, l'ensemble fournit 67 ch. Ce moteur équipait aussi les versions commercialisées aux États-Unis.
Pour 1971, les nouvelles versions de base L et TL héritent de ce moteur tandis qu'elles reçoivent des feux arrière agrandis rectangulaires sous un bandeau noir comme toutes les Renault 16. La boîte automatique devient une option disponible sur toutes les motorisations. Un an plus tard, à l'avant, les feux de position latéraux sur les ailes sont supprimés et les clignotants avant sont blancs.
Pour 1974, la Renault 16 TX fait appel à un moteur de 1 647 cm3 (type Cléon-Alu) 93 ch et à une boîte à cinquième vitesse longue. La 16 TX est la première voiture française à posséder une condamnation électromagnétique centralisée des portes de série (cet équipement était disponible en option sur les TS depuis 1973). Il suffit de verrouiller une porte avant pour que les autres le soient également. L'équipement comprend aussi les lève-vitres électriques à l’avant (première voiture française de grande série à en être équipée), le volant façon sport, le pare-brise feuilleté et les ceintures de sécurité avant à enrouleur. À l'extérieur, elle affiche quatre projecteurs carrés à iode encastrés dans la calandre, des roues de style type Gordini, un essuie-vitre/lave-vitre de lunette arrière, un jonc chromé au-dessus des passages de roue arrière et un volet aérodynamique chromé à l'arrière du toit. Il est possible de l'équiper de l'air conditionné en option, équipement très rare à l'époque.
À partir des modèles 1975, une calandre en plastique noir remplace la précédente en aluminium. Il s'agira du dernier millésime de la TS.
Début juillet 1977, les feux de recul sont généralisés à toutes les versions et la TL Automatique reçoit un nouveau moteur doté du bloc de la TX mais en conservant la culasse de TL avec une puissance montant à 68 ch.
Pour 1979, les ceintures de sécurité sont montées à l'arrière et les feux avant sont bicolores. La Renault 16 continuera ainsi pendant encore deux ans avant d'être supprimée du catalogue. Elle est suppléée puis remplacée par la Renault 20.
La Renault 16 TL gris armée a été le véhicule de grande liaison de l'armée française avant d'être remplacée par la Renault 20 LS.
Au début des années 1970, Renault a travaillé sur un projet de véhicule tricorps plus grand que la R16, ayant vocation à remplacer l'Ika Torino.
Dans les années 1990 a été fondée l'Amicale R16 dans un but de préservation de ce véhicule.

## Caractéristiques

### Chaîne cinématique

#### Motorisations
| Modèle et boîte                 | Construction | Moteur                         | Cylindrée         | Performance                  | Couple                 | 0 à 100 km/h | Vitesse maximale | Consommation |
| ------------------------------- | ------------ | ------------------------------ | ----------------- | ---------------------------- | ---------------------- | ------------ | ---------------- | ------------ |
| Renault 16 SL                   |              | 4 cylindres en ligne Cléon-Alu | 1 470 cm3 (1,5 L) | 40 kW (55 ch) à 5 000 tr/min | 106 N m à 2 800 tr/min | 18 s         | 146 km/h         |              |
| Renault 16 L / TL (R1152)       | 1976 - 1980  | 4 cylindres en ligne Cléon-Alu | 1 565 cm3 (1,6 L) | 49 kW (66 ch) à 5 000 tr/min | 114 N m à 3 000 tr/min |              | 150 km/h         | 8,7 L/100 km |
| Renault 16 TS (R1151)           | 1970 - 1972  | 4 cylindres en ligne Cléon-Alu | 1 565 cm3 (1,6 L) | 63 kW (85 ch) à 5 750 tr/min | 123 N m à 3 500 tr/min |              | 165 km/h         | 9,5 L/100 km |
| Renault 16 TS Automatic (R1154) | 1970 - 1972  | 4 cylindres en ligne Cléon-Alu | 1 565 cm3 (1,6 L) | 63 kW (85 ch) à 5 750 tr/min | 123 N m à 3 500 tr/min | 15,5 s       | 159 km/h         | 9,5 L/100 km |
| Renault 16 TL Automatic (R1155) | 1976 - 1979  | 4 cylindres en ligne Cléon-Alu | 1 647 cm3 (1,6 L) | 50 kW (68 ch) à 5 000 tr/min |                        |              | 145 km/h         | 9,1 L/100 km |
| Renault 16 TX (R1156)           | 1973 - 1980  | 4 cylindres en ligne Cléon-Alu | 1 647 cm3 (1,6 L) | 68 kW (93 ch) à 6 000 tr/min | 128 N m à 4 000 tr/min | 12 s         | 175 km/h         | 7,8 L/100 km |
| Renault 16 TX Automatic (R1156) | 1973 - 1980  | 4 cylindres en ligne Cléon-Alu | 1 647 cm3 (1,6 L) | 66 kW (90 ch) à 6 000 tr/min | 129 N m à 3 500 tr/min | 15,6 s       | 161 km/h         | 8,9 L/100 km |

## Rallyes
- Rallye des Hauts Plateaux d'Éthiopie, avec Hayler (Allemagne), sur 16 TS en 1968 ;
- Rallye Tripoli-Tobrouk-Tripoli, avec Buzetta, Del Passo & Leonardi (Italie), sur 16 TS en 1968 ;
- Rallye Bandama, 3e, Reignienen en 1970, Mme Trautmann en 1971, sur 16 TS ;
- Rallye du Liban, avec Tony Georgiou et Jean-Loup Edde en 1974 (3e en 1970 avec Joe Arida et Pierre Hneine).

## Galerie

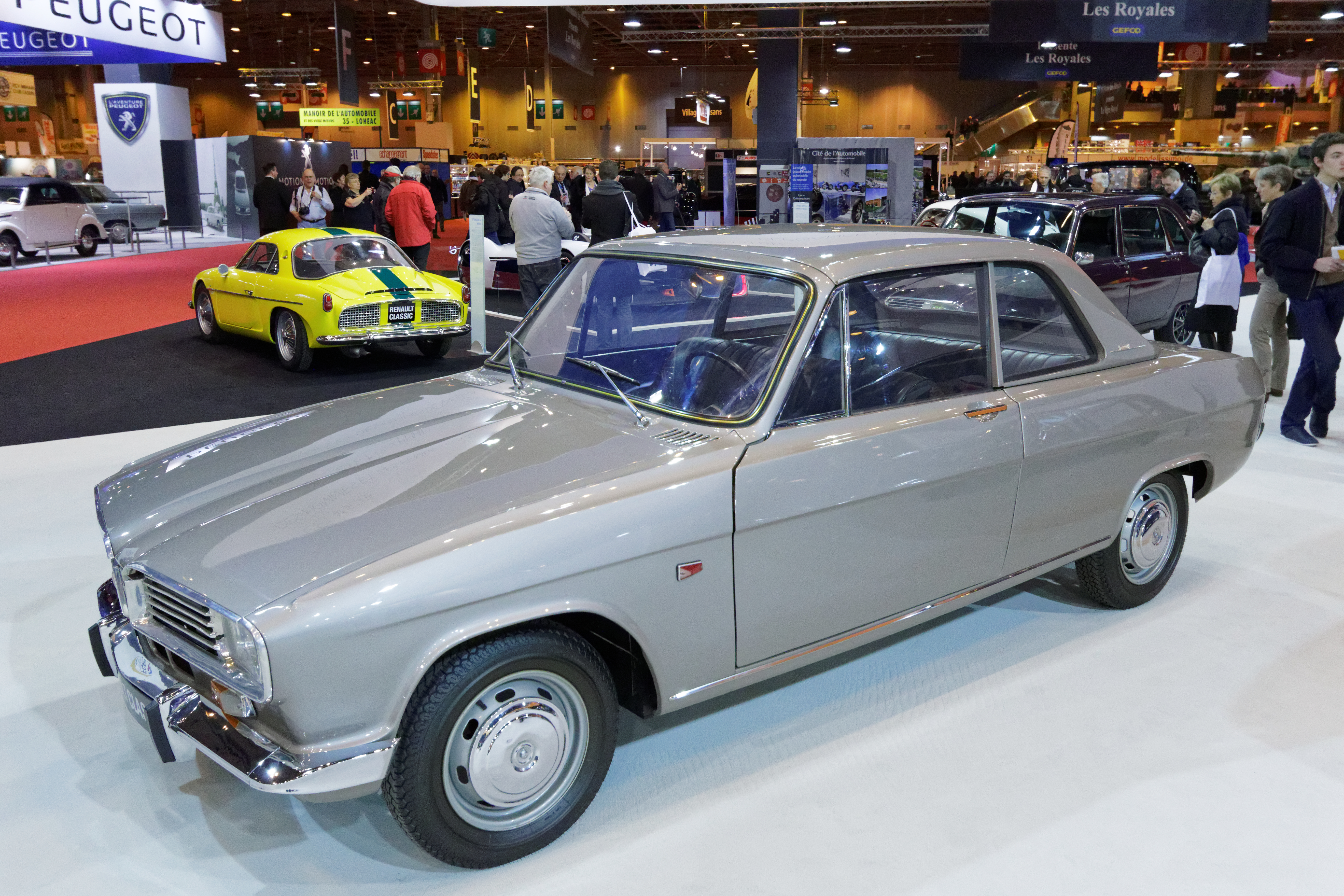
Renault 16 Coupé Cabriolet prototype de 1963.
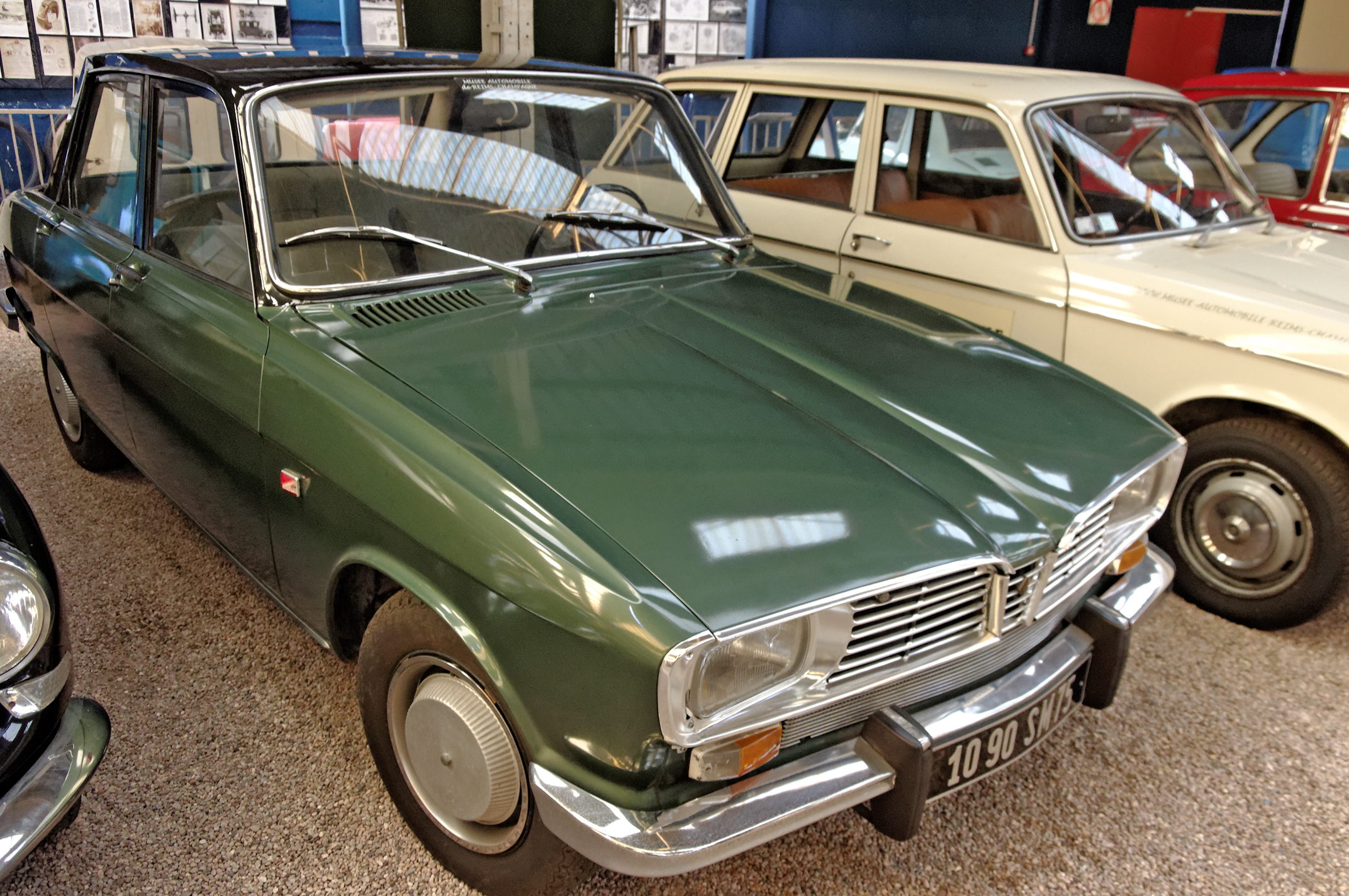
Autre prototype.
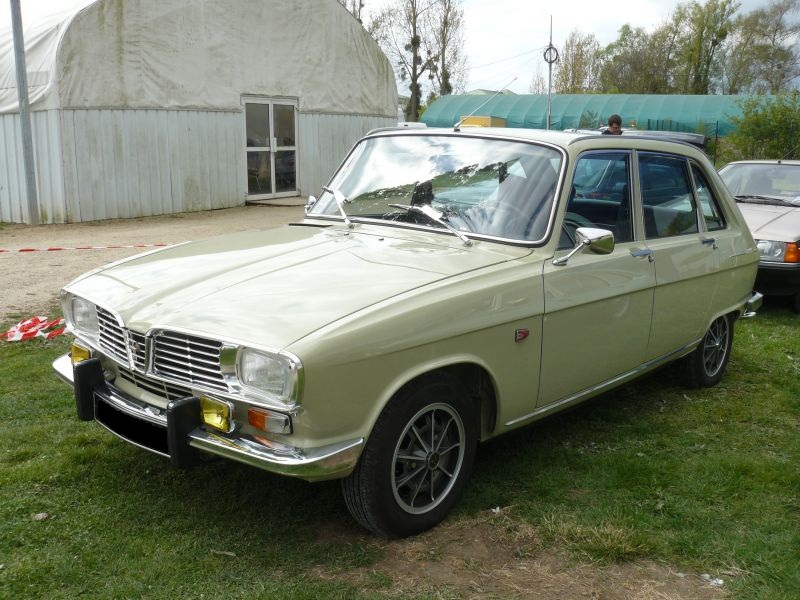
Renault 16 TS.
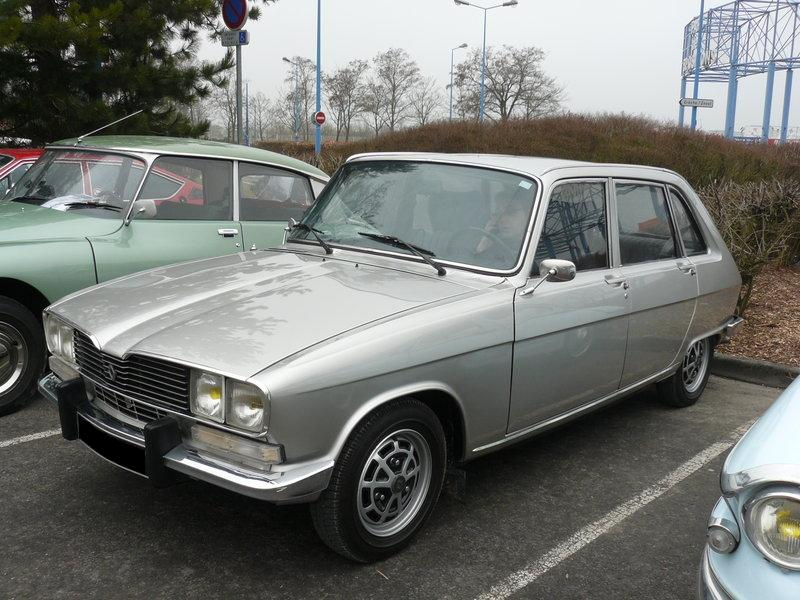
Renault 16 TX.
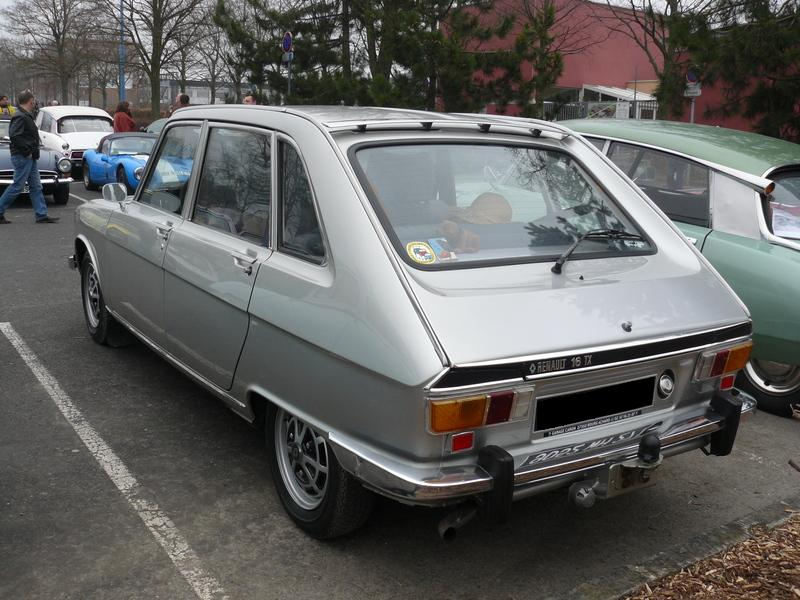
La même, vue arrière.
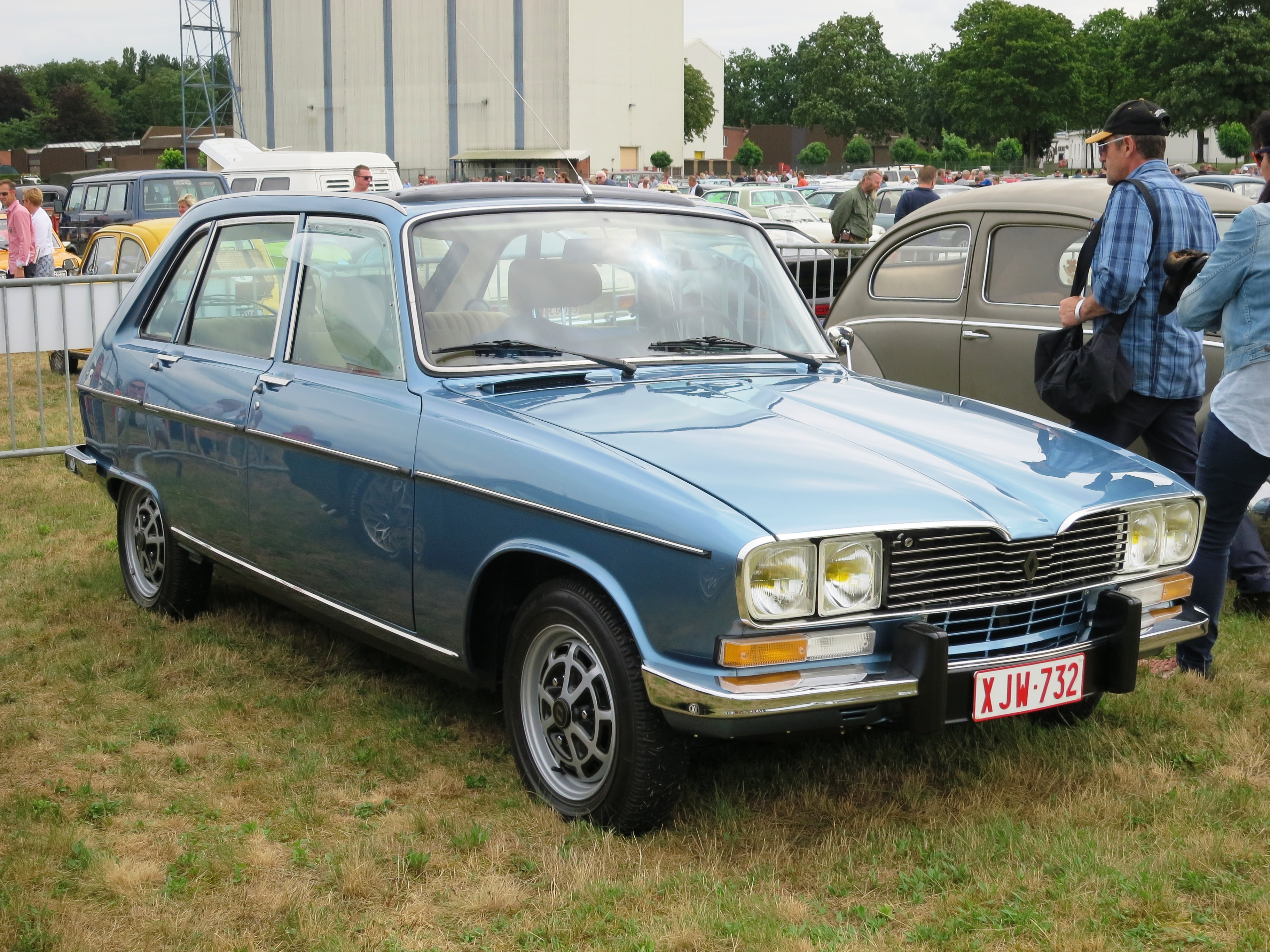
Autre Renault 16 TX.
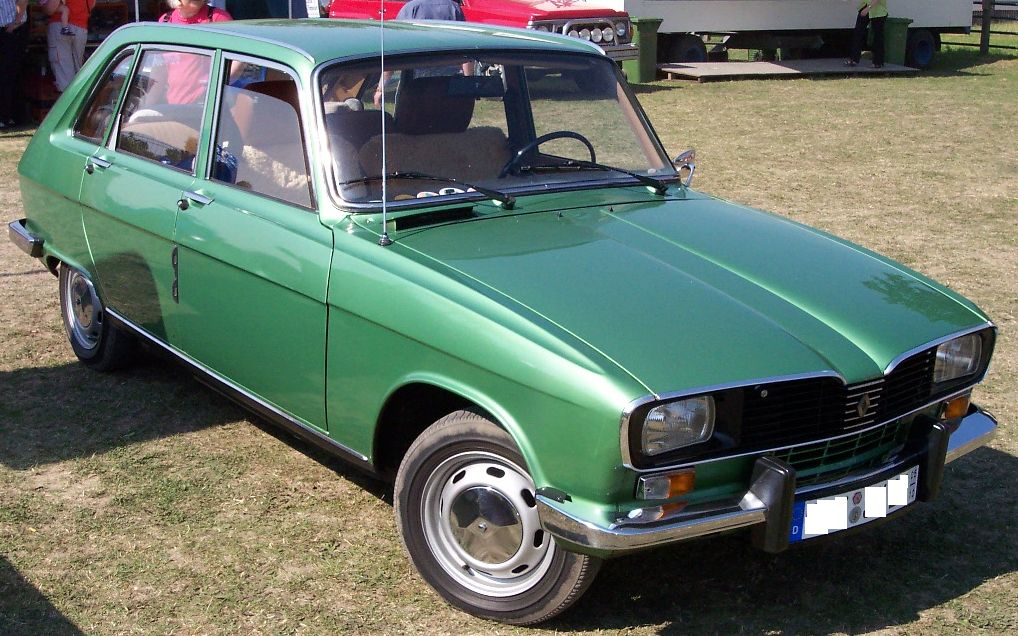
Renault 16 TL 1979.
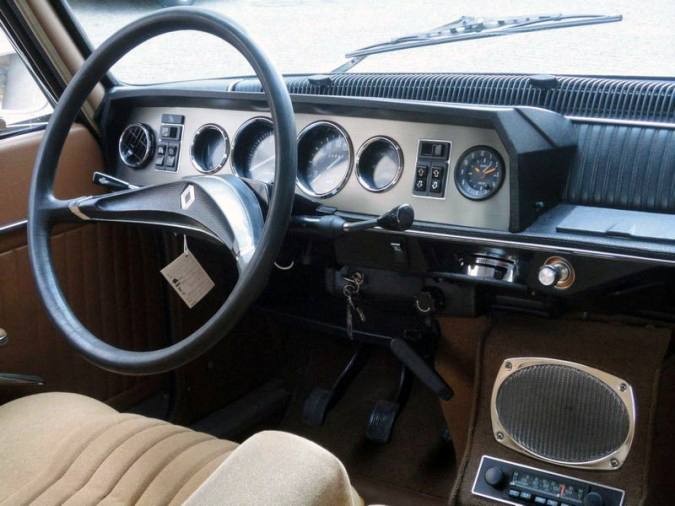
Tableau de bord de 1975.